# Cato Erstad
Stig Cato Erstad (Hamar, 31 gennaio 1964) è un ex calciatore norvegese, di ruolo centrocampista.

## Carriera

### Club
Erstad giocò per lo HamKam dal 1982 al 1994.

### Nazionale
Conta una presenza per la Norvegia. Il 26 maggio 1987, infatti, fu titolare nel pareggio a reti inviolate contro la Bulgaria.